# چشم‌گربه‌ای (فیلم ۱۹۹۷)
چشم‌گربه‌ای (انگلیسی: Cat's Eye) فیلمی به کارگردانی کایزو هایاشی است که در سال ۱۹۹۷ منتشر شد. از بازیگران آن می‌توان به یوکی اوچیدا، نوریکا فوجیوارا، آکیرا ترائو و ایزومی ایناموری اشاره کرد.